# Comunidor

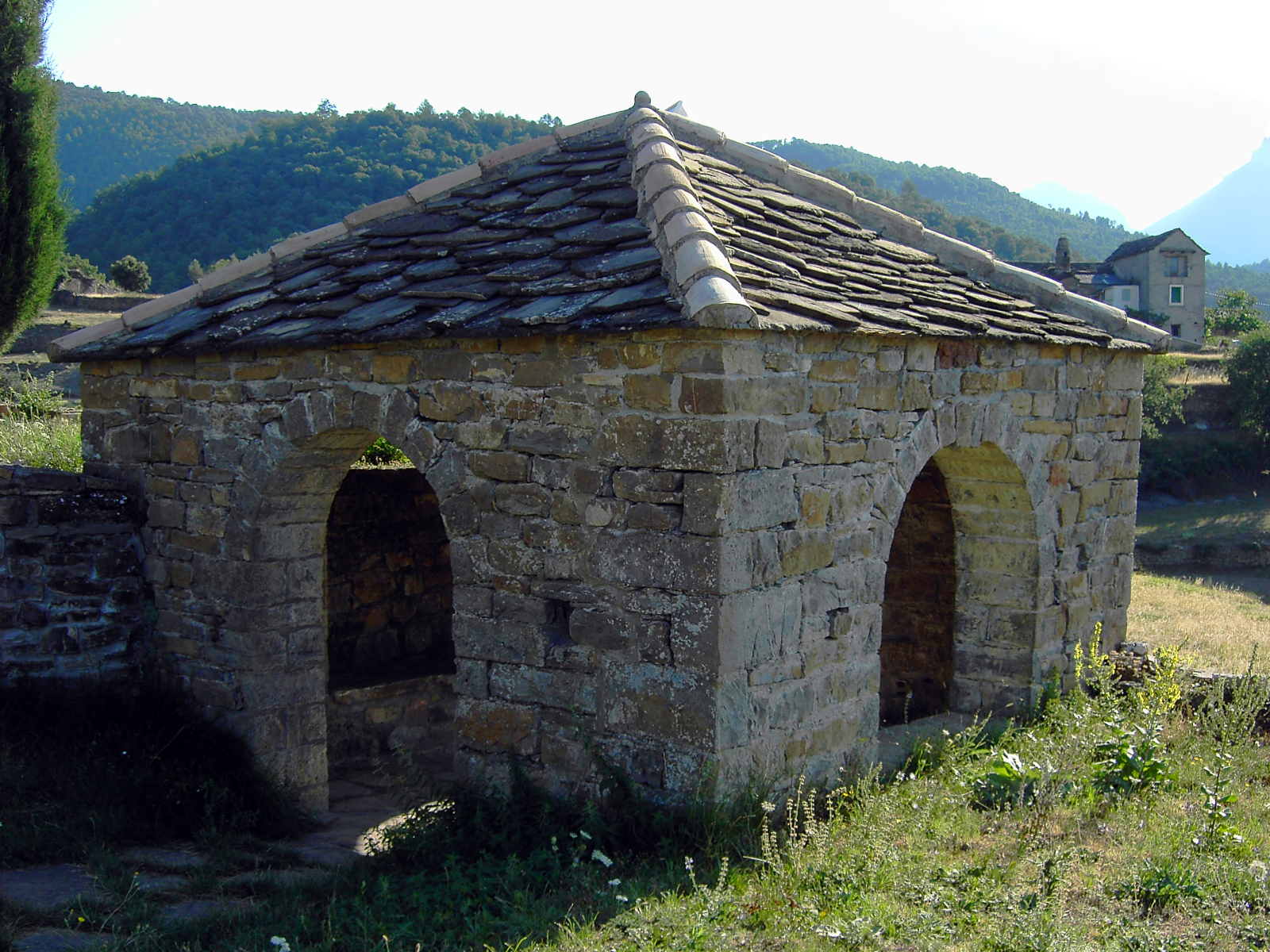
El comunidor de Sant Vicenç d'A Buerda, del qual es conserven les paraules de la cerimònia d'exconjura.

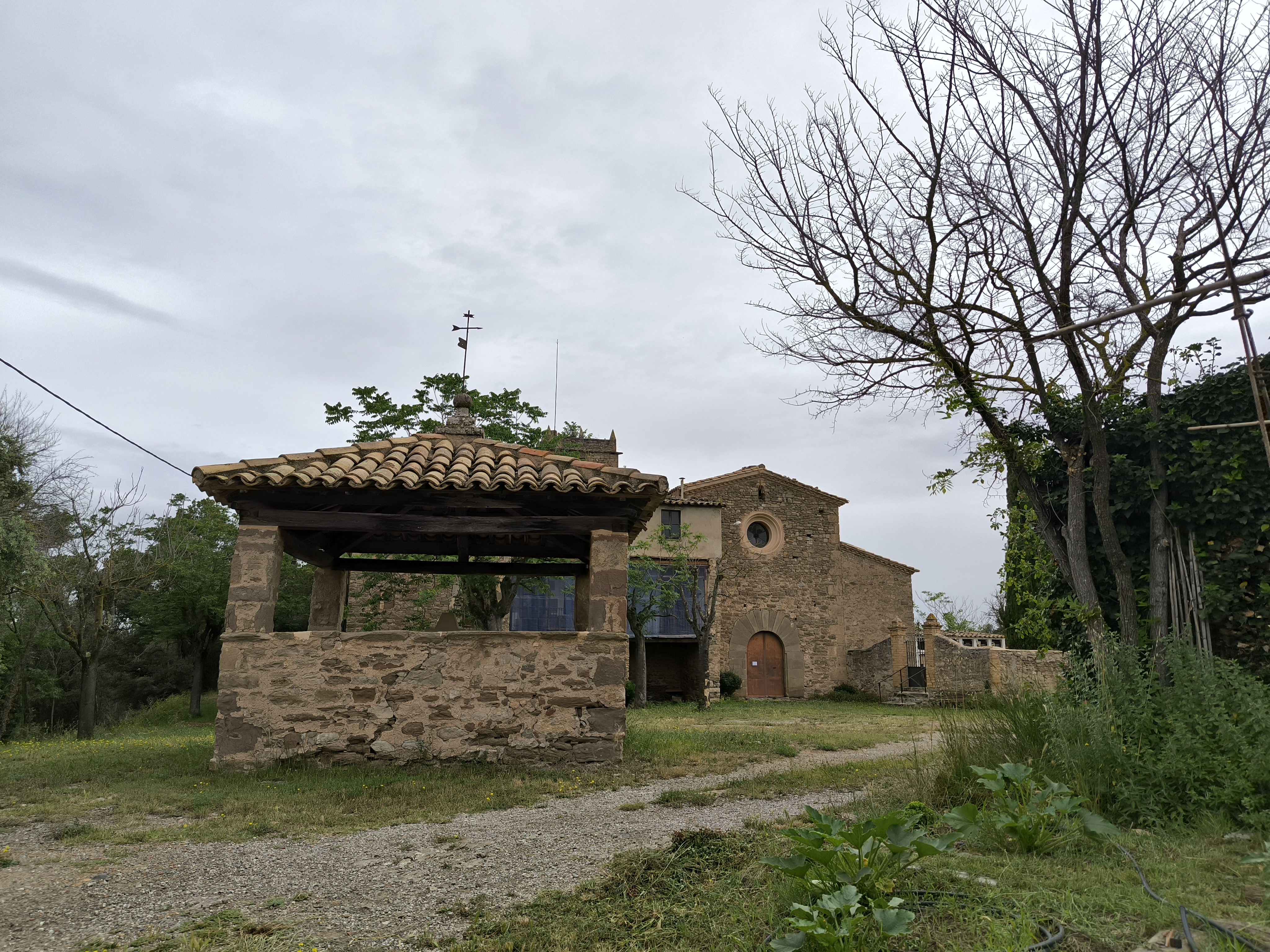
Comunidor de Sant Joan d'Oló, al Moianès

Un comunidor, també anomenat conjurador, és un petit edifici amb funcions religioses que es troba obert als quatre vents, situat prop de l'església, on s'aixoplugava el sacerdot que comunia (del llatí: commonere) les tempestes i les pedregades. La construcció dels comunidors és simètrica, sòlida i permanent. L'edifici té un gran arc obert a cada punt cardinal i està fet de pedra amb teulada a quatre vessants. Dins d'aquests edificis tenien lloc rituals religiosos, amb un fort caire del folklore ancestral, per comunir (és a dir, per conjurar amb oracions o fórmules exorcitzadores) les calamitats com tempestes, aiguats excessius i plagues. Són força comuns al pobles antics del Prepirineus i els Pirineus, normalment com a edificis adjacents a esglésies, ermites o capelles. Varen caure en desús ja fa segles i actualment molts es troben en estat de ruïna.